# Koirasaari (ö i Lappland, Norra Lappland, lat 69,13, long 27,95)
Koirasaari, nordsamiska: Pennuusuálui, är en ö i Finland. Den ligger i sjön Enare träsk och i kommunen Enare i den ekonomiska regionen Norra Lappland och landskapet Lappland, i den norra delen av landet, 1 000 km norr om huvudstaden Helsingfors. Öns area är 14,9 hektar och dess största längd är 0,7 kilometer i nord-sydlig riktning.